# Liste de pastels de Rosalba Carriera
Cette page fournit une liste chronologique de pastels de la peintre vénitienne Rosalba Carriera (1675-1757).
| Image | Titre                                                                                     | Date           | Technique                                                  | Dimensions | Lieu de conservation                                                           | Référence                            |
| ----- | ----------------------------------------------------------------------------------------- | -------------- | ---------------------------------------------------------- | ---------- | ------------------------------------------------------------------------------ | ------------------------------------ |
|       | Philip, duc de Wharton (1698-1731)                                                        | 1718-1720      | Pastel sur papier                                          | 56 × 44 cm | Royal Collection                                                               | Collection                           |
|       | Portrait d'un gentilhomme en demi-figure                                                  |                | pastel sur papier                                          | 57 × 43 cm | Collection privée Vente 2016                                                   | Catalogue Sotheby's                  |
|       | Giambattista Recanati (1687-1734) (?)                                                     | vers 1715      | Pastel sur papier                                          | 72 × 59 cm | Gemaldegalerie Alte Meister, Dresde                                            | Musée                                |
|       | Giambattista Recanati (1687-1734) (?) en veste noire                                      | vers 1720      | Pastel sur papier                                          | 73 × 60 cm | Gemaldegalerie Alte Meister, Dresde                                            | Musée                                |
|       | Jeune homme en gilet couleur or et veste violette (Filippo Recanati [vers 1690-1733] [?]) |                | Pastel sur papier                                          | 57 × 44 cm | Gemaldegalerie Alte Meister, Dresde                                            | Musée                                |
|       | Jeune fille tenant un singe                                                               | 1720           | pastel sur papier bleu                                     | 62 × 48 cm | Musée du Louvre, Paris                                                         | Base Joconde                         |
|       | Mademoiselle de Clermont                                                                  | 1720           | pastel sur toile                                           | 55 × 42 cm | Chantilly, musée Condé                                                         | Base Joconde                         |
|       | Portrait de jeune fille                                                                   |                | Pastel sur papier bleuté tendu sur carton                  | 36 × 30 cm | Musée du Louvre, Paris                                                         | Notice Louvre                        |
|       | Portrait présumé de la gouvernante de Crozat                                              | 1720           | Pastel sur papier brun                                     | 32 × 25 cm | Musée du Louvre, Paris                                                         | Base Joconde                         |
|       | Jeune fille tenant une couronne de laurier, nymphe de la suite d'Apollon                  | 1720           | pastel sur papier                                          | 61 × 45 cm | Musée du Louvre, Paris                                                         | Notice du Louvre                     |
|       | Portrait d'homme                                                                          | vers 1720      | pastel sur papier                                          | 58 × 47 cm | National Gallery, Londres                                                      | Musée                                |
|       | Le Printemps                                                                              | 1720/1721      | Pastel                                                     | 53 × 42 cm | Musée des beaux-arts de Dijon                                                  | Dossier de presse                    |
|       | Portrait de Louis XV enfant                                                               | 1720           | pastel sur papier collé sur toile                          |            | Versailles, musée national du château de Versailles                            | communiqué de presse                 |
|       | Louis XV                                                                                  | 1720/1721      | pastel sur papier                                          | 50 × 38 cm | Dresde, Gemäldegalerie                                                         | Musée                                |
|       | Jeune homme vêtu d'une veste en velours brun avec broderies dorées                        | 1720-1725      | pastel sur papier                                          | 56 × 44 cm | Dresde, Gemäldegalerie                                                         | Musée                                |
|       | Portrait d’Antoine Watteau (1684-1721)                                                    | 1721           | pastel sur papier                                          | 55 × 43 cm | Museo Civico Luigi Bailo Trévise                                               | Base Atheneum                        |
|       | Portrait de Lord Sidney Beauclerk (1703-1744) en manteau de velours gris                  | 1723           | Pastel sur papier craie rouge et noire                     | 56 × 43 cm | Collection privée Vente Christie's 2012                                        | Catalogue Christie's                 |
|       | Henriette d'Este                                                                          | 1723           | pastel sur carton                                          | 59 × 46 cm | Musée des Offices, Florence                                                    | Le Musée des Offices 2000            |
|       | La princesse Henriette d'Este (1702-1777)                                                 | 1723           | pastel sur carton                                          | 53 × 41 cm | Dresde, Gemäldegalerie                                                         | Musée                                |
|       | La princesse Bénédicte d'Este (1697-1777)                                                 | 1723           | pastel sur papier                                          | 55 × 42 cm | Dresde, Gemäldegalerie                                                         | Musée                                |
|       | La princesse Amélie d'Este (1699-1778)                                                    | 1723           | pastel sur papier                                          | 53 × 41 cm | Dresde, Gemäldegalerie                                                         | Musée                                |
|       | Marie Madeleine lisant                                                                    | vers 1723      | Pastel sur papier                                          | 57 × 46 cm | Gemaldegalerie Alte Meister, Dresde                                            | Musée                                |
|       | Marie avec un livre dans ses mains                                                        |                | Pastel sur papier                                          | 58 × 48 cm | Gemaldegalerie Alte Meister, Dresde                                            | Musée                                |
|       | Le Christ                                                                                 |                | Pastel sur papier                                          | 30 × 23 cm | Gemaldegalerie Alte Meister, Dresde                                            | Musée                                |
|       | Marie aux yeux baissés                                                                    |                | Pastel sur papier                                          | 29 × 23 cm | Gemaldegalerie Alte Meister, Dresde                                            | Musée                                |
|       | Marie avec sa main droite sur sa poitrine                                                 |                | Pastel sur papier                                          | 34 × 28 cm | Gemaldegalerie Alte Meister, Dresde                                            | Musée                                |
|       | Marie, la main gauche sur sa poitrine                                                     |                | Pastel sur papier                                          | 53 × 41 cm | Gemaldegalerie Alte Meister, Dresde                                            | Musée                                |
|       | Marie, mère de douleur                                                                    |                | Pastel sur papier                                          | 58 × 48 cm | Gemaldegalerie Alte Meister, Dresde                                            | Musée                                |
|       | Jean-Baptiste enfant                                                                      |                | Pastel sur papier                                          | 31 × 24 cm | Gemaldegalerie Alte Meister, Dresde                                            | Musée                                |
|       | La chanteuse Faustina Bordoni (1700-1781) avec une partition                              | 1724-1725      | Pastel sur papier                                          | 44 × 33 cm | Gemaldegalerie Alte Meister, Dresde                                            | Musée                                |
|       | Le Printemps                                                                              | vers 1725      | Pastel sur papier gris collé sur carton                    | 24 × 19 cm | Musée de l'Ermitage, Saint-Pétersbourg                                         | Musée                                |
|       | L'Hiver                                                                                   | vers 1725      | Pastel sur papier gris collé sur carton                    | 24 × 19 cm | Musée de l'Ermitage, Saint-Pétersbourg                                         |                                      |
|       | L'Été                                                                                     | vers 1725      | Pastel sur papier gris collé sur carton                    | 24 × 19 cm | Musée de l'Ermitage, Saint-Pétersbourg                                         |                                      |
|       | Portrait de petite fille au biscuit                                                       | 1725-1735      | pastel sur papier vergé bleu monté sur un carton stratifié | 60 × 50 cm | Galeries de l'Académie de Venise                                               | Le Musée des Offices 2000            |
|       | Jeune femme avec un perroquet Pendant du Portrait d'enfant                                | 1725           | pastel sur papier                                          | 34 × 27 cm | Art Institute of Chicago                                                       | Musée                                |
|       | Une muse                                                                                  | vers 1725      | Pastel sur papier vergé bleu                               | 31 × 26 cm | Getty Center, Los Angeles                                                      | Musée                                |
|       | Muse en robe rouge                                                                        |                | Pastel sur papier                                          | 29 × 24 cm | Gemaldegalerie Alte Meister, Dresde                                            | Musée                                |
|       | Muse en robe rose                                                                         |                | Pastel sur papier                                          | 29 × 24 cm | Gemaldegalerie Alte Meister, Dresde                                            | Musée                                |
|       | Muse en robe rose de trois-quarts                                                         |                | Pastel sur papier                                          | 29 × 24 cm | Gemaldegalerie Alte Meister, Dresde                                            | Musée                                |
|       | Madone en prière                                                                          | 1725-1730      | pastel sur papier                                          | 58 × 48 cm | Ca' Rezzonico, Venise                                                          | Musée                                |
|       | Une dame avec un perroquet sur la main droite (allégorie de l'éloquence)                  | 1724-1725      | Pastel sur papier                                          | 54 × 41 cm | Gemaldegalerie Alte Meister, Dresde                                            | Musée                                |
|       | Portrait d'enfant                                                                         | 1726-1727      | pastel sur papier                                          | 34 × 27 cm | Galeries de l'Académie de Venise                                               | Musée                                |
|       | Allégorie de l'Hiver                                                                      | vers 1726      | Pastel sur papier bleu                                     | 61 × 49 cm | Royal Collection                                                               | Collection                           |
|       | Portrait d'un jeune noble                                                                 | vers 1727      | pastel sur papier                                          | 58 × 47 cm | Galeries de l'Académie de Venise                                               | Musée                                |
|       | Portrait du consul de France Le Blond                                                     | 1727           | pastel sur carton                                          | 57 × 45 cm | Galeries de l'Académie de Venise                                               | Musée                                |
|       | Homme en veste à motif doré et manteau brun pourpre                                       | 1727           | pastel sur carton                                          | 54 × 43 cm | Gemaldegalerie Alte Meister, Dresde                                            | Musée                                |
|       | L'Électeur de Cologne Clément-Auguste de Bavière (1700-1761)                              | 1727           | pastel sur papier                                          | 57 × 45 cm | Gemaldegalerie Alte Meister, Dresde                                            | Musée                                |
|       | Edouard Comte de Villiers (v. 1656-1711) (?)                                              | 1727           | pastel sur papier                                          | 56 × 45 cm | Gemaldegalerie Alte Meister, Dresde                                            | Musée                                |
|       | Jeune fille à la colombe                                                                  | 1728           | pastel                                                     | 53 × 42 cm | Musée des beaux-arts de Dijon                                                  | Dossier de presse                    |
|       | Une hôtesse tyrolienne                                                                    | vers 1728      | pastel sur papier                                          | 33 × 27 cm | Gemäldegalerie Alte Meister, Dresde                                            | Musée                                |
|       | Marie-Thérèse d'Autriche                                                                  | 1730 ?         | pastel sur papier                                          | 53 × 42 cm | Gemäldegalerie Alte Meister, Dresde                                            | Musée                                |
|       | Wilhelmine Amélie de Brunswick-Lunebourg, épouse de l'empereur Joseph Ier (1676-1742)     | 1730           | pastel sur papier                                          | 65 × 51 cm | Gemäldegalerie Alte Meister, Dresde                                            | Musée                                |
|       | Marie-Josèphe d'Autriche, épouse du roi Auguste III de Pologne (1699-1757)                | 1730           | pastel sur papier                                          | 53 × 42 cm | Gemäldegalerie Alte Meister, Dresde                                            | Musée                                |
|       | Le Poète abbé Pietro Metastasio (1698-1782)                                               | 1730           | pastel sur papier                                          | 32 × 25 cm | Gemäldegalerie Alte Meister, Dresde                                            | Musée                                |
|       | La Chanteuse Faustina Hasse née Bordoni (1700-1781)                                       | 1730           | Pastel sur papier                                          | 47 × 35 cm | Ca' Rezzonico, Venise                                                          |                                      |
|       | La Comtesse Ursula Katharina Lubomirska (1680-1743)                                       | 1730 ?         | pastel sur papier                                          | 57 × 46 cm | Gemäldegalerie Alte Meister, Dresde                                            | Musée                                |
|       | Allégorie du Printemps                                                                    | vers 1730      | pastel sur papier bleu                                     | 64 × 50 cm | Royal Collection                                                               | Collection                           |
|       | Allégorie de l'Automne                                                                    | vers 1730      | pastel sur papier bleu                                     | 66 × 49 cm | Royal Collection                                                               | Collection                           |
|       | Portrait d'homme                                                                          | Vers 1730      | Pastel                                                     | 60 × 46 cm | Wadsworth Atheneum                                                             | Base de donnée du Wadsworth Atheneum |
|       | Gustavus Hamilton (1710-1746) deuxième vicomte Boyne en costume de mascarade              | 1730-1731      | pastel sur papier collé en plein sur toile                 | 56 × 43 cm | Metropolitan Museum of Art New York                                            | Musée                                |
|       | Gustavus Hamilton en manteau bordé d'hermine, tricorne et masque                          |                | pastel rehaussé de blanc                                   | 60 × 48 cm | Collection privée Vente Christie's 2008                                        | Catalogue Christie's                 |
|       | Portrait d'un gentilhomme                                                                 | 1730-1740      |                                                            | 48 × 36 cm | musée Poldi-Pezzoli, Milan                                                     | Musée                                |
|       | Autoportrait en Hiver                                                                     | 1730-1731      | pastel sur papier                                          | 46 × 34 cm | Gemäldegalerie Alte Meister, Dresde                                            | Musée                                |
|       | La Parque Clotho                                                                          | 1730-1730-1740 | pastel                                                     | 37 × 30 cm | Alte Pinakothek, Munich                                                        | Musée                                |
|       | Vieille femme au corsage noir                                                             | vers 1731      | pastel sur papier                                          | 32 × 26 cm | Gemäldegalerie Alte Meister, Dresde                                            | Musée                                |
|       | Cardinal Melchior de Polignac                                                             | vers 1732      | pastel sur papier                                          | 57 × 46 cm | Galeries de l'Académie de Venise                                               | WebGallery                           |
|       | L'Abbé Sartorius (Giambattista Sartori)                                                   | après 1732     | pastel sur papier                                          | 30 × 27 cm | Gemäldegalerie Alte Meister, Dresde                                            | Musée                                |
|       | Homme en veste jaune moutarde                                                             | vers 1735      | pastel sur papier                                          | 24 × 19 cm | Gemäldegalerie Alte Meister, Dresde                                            | Musée                                |
|       | Portrait d'une dame âgée                                                                  | vers 1735      | pastel sur papier                                          | 50 × 40 cm | Galeries de l'Académie de Venise                                               | Musée                                |
|       | Lucietta Sartori                                                                          | 1737           | Pastel sur papier                                          | 32 × 28 cm | Ca' Rezzonico, Venise                                                          |                                      |
|       | Portrait de Giambattista Sartori                                                          | 1737           | pastel                                                     | 34 × 30 cm | Ca' Rezzonico, Venise                                                          |                                      |
|       | Portrait d'une dame en costume turc Copie de celui de Genève ?                            | 1728-1741      | pastel sur carton                                          | 70 × 55 cm | Musée des Offices, Florence                                                    | Le Musée des Offices 2000            |
|       | Portrait de Felicita Sartori en costume turc Copie de celui des Offices ?                 | avant 1740     | pastel sur papier                                          | 64 × 52 cm | Musée d'art et d'histoire de Genève (dépôt de la Fondation Jean-Louis Prevost) | Musée                                |
|       | Caterina Sagredo Barbarigo                                                                | 1735-1740      | pastel sur papier                                          | 42 × 33 cm | Gemäldegalerie Alte Meister, Dresde                                            | Musée                                |
|       | Caterina Sagredo Barbarigo en Bérénice                                                    | vers 1741      | pastel sur papier vergé gris-bleu monté sur une toile fine | 46 × 23 cm | Detroit Institute of Arts                                                      | Musée                                |
|       | Portrait de Madame Lethieullier                                                           | 1739           | pastel sur papier marouflé sur toile                       | 60 × 47 cm | Musée des beaux-arts de Montréal                                               | Musée                                |
|       | La Chanteuse Faustina Hasse née Bordoni (1700-1781)                                       | vers 1739      | pastel sur papier                                          | 30 × 27 cm | Gemäldegalerie Alte Meister, Dresde                                            | Musée                                |
|       | La Danseuse Barbara Campanini appelée Barbarina (1721-1799)                               | 1739           | pastel sur papier                                          | 56 × 46 cm | Gemäldegalerie Alte Meister, Dresde                                            | Musée                                |
|       | La Comtesse Anna Karolina Orzelska (1707-1769)                                            | 1739-1740      | pastel sur papier                                          | 64 × 51 cm | Gemäldegalerie Alte Meister, Dresde                                            | Musée                                |
|       | Dame en robe grise                                                                        | 1739-1740      | pastel sur papier                                          | 67 × 50 cm | Gemäldegalerie Alte Meister, Dresde                                            | Musée                                |
|       | Portrait d'un gentilhomme en rouge                                                        | 1739-1740      | pastel sur papier                                          | 67 × 50 cm | Ca' Rezzonico, Venise                                                          | WebGallery                           |
|       | Prince électeur Frédéric IV de Saxe (1722-1763)                                           | 1740           | pastel sur papier                                          | 63 × 51 cm | Gemäldegalerie Alte Meister, Dresde                                            | Musée                                |
|       | Homme en veste jaune et manteau bleu clair                                                | vers 1740      | pastel sur papier                                          | 54 × 42 cm | Gemäldegalerie Alte Meister, Dresde                                            | Musée                                |
|       | Diane                                                                                     | 1740-1746      | pastel sur papier bleu                                     | 67 × 52 cm | Musée de l'Ermitage, Saint-Pétersbourg                                         | Musée                                |
|       | Portrait de Lord Henry Pelham-Clinton                                                     | vers 1741      | pastel sur papier                                          | 65 × 52 cm | Collection privée Vente Brun 2017                                              | Catalogue ArtNet                     |
|       | La Terre                                                                                  | 1744           | pastel sur papier                                          | 56 × 46 cm | Gemäldegalerie Alte Meister, Dresde                                            | Musée                                |
|       | Le Feu                                                                                    | 1744           | pastel sur papier                                          | 56 × 46 cm | Gemäldegalerie Alte Meister, Dresde                                            | Musée                                |
|       | L'Air                                                                                     | 1744           | pastel sur papier                                          | 56 × 46 cm | Gemäldegalerie Alte Meister, Dresde                                            | Musée                                |
|       | L'Eau                                                                                     | 1744           | pastel sur papier                                          | 56 × 46 cm | Gemäldegalerie Alte Meister, Dresde                                            | Musée                                |
|       | Allégorie de l'Été                                                                        | vers 1744      | pastel sur papier bleu                                     | 60 × 50 cm | Royal Collection                                                               | Collection                           |
|       | Sir James Gray, 2nd Bt.                                                                   | 1744-1745      | pastel sur papier                                          | 56 × 46 cm | Getty Center, Los Angeles                                                      | Musée                                |
|       | Autoportrait                                                                              | vers 1745      | pastel sur papier                                          | 57 × 46 cm | Royal Collection                                                               | Collection                           |
|       | Autoportrait                                                                              | vers 1745      | pastel sur carton                                          | 31 × 25 cm | Galeries de l'Académie de Venise                                               | Musée                                |

## Dates non documentées
| Image | Titre                                                                                 | Date | Technique                             | Dimensions | Lieu de Conservation                        | Référence            |
| ----- | ------------------------------------------------------------------------------------- | ---- | ------------------------------------- | ---------- | ------------------------------------------- | -------------------- |
|       | Sœur Maria Caterina Puppi                                                             |      | pastel sur papier                     | 44 × 35 cm | Ca' Rezzonico, Venise                       |                      |
|       | Portrait d'une jeune femme                                                            |      | pastel sur papier                     | 55 × 41 cm | Galeries de l'Académie de Venise            | Gallerie Accademia   |
|       | Flore                                                                                 |      | pastel sur carton                     | 48 × 33 cm | Musée des Offices, Florence                 | Musée                |
|       | Portrait de jeune femme à la coiffure piquée d'un bouquet blanc                       |      | Pastel sur papier gris-bleu sur toile | 58 × 44 cm | musée du Louvre                             | Musée                |
|       | Pisana Mocenigo, née Corner ou Lucrezia Mocenigo                                      |      | Pastel sur toile                      | 58 × 41 cm | Gemaldegalerie Alte Meister, Dresde         | Musée                |
|       | La Fugacité de la main de l'éternité                                                  |      | Pastel sur papier                     | 63 × 51 cm | Gemaldegalerie Alte Meister, Dresde         | Musée                |
|       | L'Afrique                                                                             |      | Pastel sur papier bleu                | 34 × 28 cm | Gemaldegalerie Alte Meister, Dresde         | Musée                |
|       | L'Amérique                                                                            |      | Pastel sur papier monté sur toile     | 43 × 34 cm | Cooper–Hewitt Museum, New York              | Musée                |
|       | L'Europe                                                                              |      | Pastel sur papier monté sur toile     | 43 × 34 cm | Cooper–Hewitt Museum, New York              | Musée                |
|       | Homme en habit gris aux revers brodés d'or                                            |      | Pastel sur papier                     | 50 × 39 cm | Gemaldegalerie Alte Meister, Dresde         | Musée                |
|       | Dame aux cheveux noirs avec un mince collier en or                                    |      | Pastel sur papier                     | 29 × 26 cm | Gemaldegalerie Alte Meister, Dresde         | Musée                |
|       | Portrait de femme                                                                     |      | Pastel sur papier                     | 28 × 22 cm | Gemaldegalerie Alte Meister, Dresde         | Musée                |
|       | Dame en robe de dentelle noire et nœud rose                                           |      | Pastel sur papier                     | 48 × 40 cm | Gemaldegalerie Alte Meister, Dresde         | Musée                |
|       | Homme aux revers à motifs rouges (peut-être Vincenzo Querini, magistrat de Venise)    |      | Pastel sur papier                     | 48 × 46 cm | Gemaldegalerie Alte Meister, Dresde         | Musée                |
|       | Dame avec des rubans roses dans les cheveux                                           |      | Pastel sur papier                     | 46 × 35 cm | Gemaldegalerie Alte Meister, Dresde         | Musée                |
|       | Diane avec un diadème de perles                                                       |      | Pastel sur papier                     | 29 × 26 cm | Gemaldegalerie Alte Meister, Dresde         | Musée                |
|       | Diane                                                                                 |      | Pastel sur papier                     | 30 × 26 cm | Gemaldegalerie Alte Meister, Dresde         | Musée                |
|       | Diane en robe bleue                                                                   |      | Pastel sur papier                     | 25 × 19 cm | Gemaldegalerie Alte Meister, Dresde         | Musée                |
|       | Dame avec des fleurs dans ses cheveux poudré de blancs                                |      | Pastel sur papier                     | 41 × 34 cm | Gemaldegalerie Alte Meister, Dresde         | Musée                |
|       | Dame en manteau bleu sur une robe légère                                              |      | Pastel sur papier                     | 75 × 64 cm | Gemaldegalerie Alte Meister, Dresde         | Musée                |
|       | Dame vêtue d'une robe jaune mat avec des rubans bleu clair                            |      | Pastel sur papier                     | 53 × 42 cm | Gemaldegalerie Alte Meister, Dresde         | Musée                |
|       | Officier ou Homme en armure                                                           |      | Pastel sur papier                     | 79 × 65 cm | Gemaldegalerie Alte Meister, Dresde         | Musée                |
|       | Un turc                                                                               |      | Pastel sur papier                     | 56 × 44 cm | Gemaldegalerie Alte Meister, Dresde         | Musée                |
|       | Jeune Homme en un manteau bleu bouffant                                               |      | Pastel sur papier                     | 56 × 46 cm | Gemaldegalerie Alte Meister, Dresde         | Musée                |
|       | Homme en chemise blanche et manteau violet avec des revers bleu-noir                  |      | Pastel sur papier                     | 57 × 46 cm | Gemaldegalerie Alte Meister, Dresde         | Musée                |
|       | Homme en veste couleur café                                                           |      | Pastel sur papier                     | 53 × 42 cm | Gemaldegalerie Alte Meister, Dresde         | Musée                |
|       | Dame en rouge et jaune avec fourrure                                                  |      | Pastel sur papier                     | 31 × 25 cm | Gemaldegalerie Alte Meister, Dresde         | Musée                |
|       | Jeune Fille en robe blanche                                                           |      | Pastel sur papier                     | 32 × 26 cm | Gemaldegalerie Alte Meister, Dresde         | Musée                |
|       | Jeune Fille dans une robe bleu clair                                                  |      | Pastel sur papier                     | 30 × 26 cm | Gemaldegalerie Alte Meister, Dresde         | Musée                |
|       | Dame en robe blanche avec un ruban rouge dans les cheveux                             |      | Pastel sur papier                     | 21 × 17 cm | Gemaldegalerie Alte Meister, Dresde         | Musée                |
|       | Portrait du marquis Giovanni Carlo Molinari (1715-1763)                               |      | pastel sur papier marouflé sur toile  | 65 × 53 cm | Collection privée Vente Christie's 2008     | Catalogue Christie's |
|       | Allégorie de la poésie                                                                |      | pastel sur papier marouflé sur toile  | 61 × 51 cm | Collection privée Vente Christie's 2011     | Catalogue Christie's |
|       | Allégorie de l'Innocence                                                              |      | pastel                                | 55 × 45 cm | Collection privée Vente 2015                | ArtNet               |
|       | Jeune fille en manteau bleu regardant vers la droite                                  |      | pastel                                | 43 × 35 cm | Collection privée Vente Christie's 2007     | Catalogue Christie's |
|       | Portrait d'un jeune gentilhomme, tourné vers la droite en manteau brun                |      | pastel sur papier bleu                | 57 × 46 cm | Collection privée Vente Christie's 2018     | Catalogue Christie's |
|       | Comte Nils Bielke                                                                     |      | pastel sur papier                     | 58 × 46 cm | Nationalmuseum, Stockholm                   | Musée                |
|       | Le Collectionneur d'art et artiste Antonio Maria Zanetti l'Ancien                     |      | pastel sur papier                     | 45 × 32 cm | Nationalmuseum, Stockholm                   | Musée                |
|       | L'Automne                                                                             |      | pastel sur papier                     | 28 × 22 cm | Nationalmuseum, Stockholm                   | Musée                |
|       | Le Printemps                                                                          |      | pastel sur papier                     | 28 × 22 cm | Nationalmuseum, Stockholm                   | Musée                |
|       | L'Été                                                                                 |      | pastel sur papier                     | 28 × 22 cm | Nationalmuseum, Stockholm                   | Musée                |
|       | L'Hiver                                                                               |      | pastel sur papier                     | 28 × 22 cm | Nationalmuseum, Stockholm                   | Musée                |
|       | Jeune femme avec des fleurs dans les cheveux                                          |      | pastel sur papier                     | 32 × 26 cm | Nationalmuseum, Stockholm                   | Musée                |
|       | Jeune femme avec une couronne de lauriers                                             |      | pastel sur papier                     | 53 × 40 cm | Nationalmuseum, Stockholm                   | Musée                |
|       | Tête d'un vieil homme                                                                 |      | pastel sur papier                     | 29 × 20 cm | Nationalmuseum, Stockholm                   | Musée                |
|       | Portrait du prince Charles Edward Stuart à mi-corps, portant l'ordre de la Jarretière |      | pastel sur papier bleu                | 56 × 44 cm | Collection privée Vente 2018                | Musée                |
|       | Portrait d'un gentilhomme son chapeau sous le bras                                    |      | pastel sur papier                     | 59 × 47 cm | Collection privée Vente 2013                | Catalogue Sotheby's  |
|       | Portrait d'une dame en demi-figure                                                    |      | pastel sur papier                     | 60 × 40 cm | Collection privée Vente 2016                | Catalogue Sotheby's  |
|       | Portrait d'une dame à la robe argentée avec un châle bleu                             |      | pastel sur papier                     | 49 × 41 cm | Collection privée Vente 2014                | Catalogue Sotheby's  |
|       | Portrait d'un homme portant un manteau de soie brun sur un gilet argenté              |      | pastel                                | 57 × 46 cm | Collection privée Vente 2013                | Catalogue Sotheby's  |
|       | Josepha Castelbarco Visconti                                                          |      | pastel sur papier                     | 59 × 48 cm | Collection privée                           | Catalogue Bigli      |
|       | L'Automne                                                                             |      | pastel sur papier                     | 36 × 24 cm | Fondation Bemberg, Toulouse                 | Musée                |
|       | L'été                                                                                 |      | pastel sur papier                     | 36 × 24 cm | Fondation Bemberg, Toulouse                 | Base Rmn             |
|       | Portrait de femme                                                                     |      | pastel sur papier vergé bleu          | 31 × 25 cm | Musée des beaux-arts de l'Ontario , Toronto | Musée                |